# خوسيه توريس مارتينو
خوسيه توريس مارتينو (بالإنجليزية: José Torres Martino)‏ هو رسام أمريكي، ولد في 1916 في بونس، بورتوريكو في الولايات المتحدة، وتوفي في 22 أبريل 2011 في سان خوان في بورتوريكو.